# Найш, Наум Моисеевич
Нау́м Моисе́евич На́йш (род. 23 сентября 1942, Челябинск) — директор центра научно-технического развития предприятия НПЦ «Трансмаш», академик Транспортной академии Украины (ТАУ), Инженерной академии Украины, заслуженный деятель ТАУ, заслуженный изобретатель Украины, лауреат Государственной премии Украины в области науки и техники.

## Биография
Родился в семье Моисея Наумовича Найша (1912—1996), инженера, и Рахили Захаровны Иоффе (1919—2000), врача-невропатолога.
С 1959 г. работал слесарем, затем — инженером-конструктором на заводе Транспортного машиностроения им. В. А. Малышева и одновременно учился в Харьковском авиационном институте; окончил его в 1965 г. по специальности «авиационные двигатели» с присвоением квалификации инженера-механика.
С 1967 г. — инженер-конструктор Ворошиловградского тепловозостроительного завода (ныне ПАО «Лугансктепловоз»). В 1969—1971 гг. — руководитель группы испытаний плавающих гусеничных транспортёров в специальном конструкторском отделе, затем — начальник конструкторского бюро двигателей Центрального конструкторского бюро (по 1979 г.), начальник сектора тормозов автоматики (по 1980 г.). В 1980—1989 гг. — начальник отдела новых тепловозов и надёжности, затем — заместитель главного инженера объединения по локомотивостроению. С 1995 г. — заместитель технического директора по новой технике и модернизации ПАО «Лугансктепловоз».
С октября — 2012 г. — директор центра научно-технического развития, предприятия ЧАО НПЦ «Трансмаш»
Проводил испытания и внедрял в производство грузовые магистральные тепловозы, газотепловозы, дизель- и электропоезда. Руководит разработкой нового поколения грузовых электровозов и маневровых тепловозов. Руководитель экспертной группы по внедрению перспективных решений относительно экономии материальных и энергетических ресурсов, снижения трудоёмкости, повышения конкурентоспособности продукции, формирует научно-техническую политику развития предприятия.
Автор более 70 авторских свидетельств и патентов на изобретения, 38 из которых внедрены в производство с экономическим эффектом более 17 млн долларов США; более 30 научных работ; состоит в редколлегиях научно-технических журналов «Локомотив-информ» и «Трансмаш».

## Награды и признание
- Государственная премия Украины в области науки и техники (2004) — за создание, освоение производства и внедрение отечественного моторвагонного подвижного состава социального назначения для пассажирских перевозок пригородного сообщения[1][2]
- Заслуженный изобретатель Украины (2002) — за весомые достижения в профессиональной деятельности, многолетний добросовестный труд[3]
- золотая медаль им. А. М. Подгорного Инженерной академии Украины (2011)
- медаль «К 300-летию со дня рождения М. В. Ломоносова»
- Почётный железнодорожник Украины и России
- Медали ВДНХ
- нагрудный знак «Изобретатель СССР»
- почётный знак «Железнодорожная слава» III степени
- почётные грамоты международных выставок «Железнодорожный транспорт» (Москва)
- почётная грамота Украинских железных дорог (Киев) — за личный весомый вклад в выполнение программы производства отечественного подвижного состава для железнодорожного транспорта Украины
- звание «Лидер транспортной отрасли» присваивалось комитетом по транспорту Верховной рады Украины в 2004—2007 гг.
- орден «Инженерная слава» — высшая награда Инженерной академии Украины (2012)
- нагрудный знак «За содействие развитию железнодорожного транспорта» — государственной администрации «Укрзалізниці» (2012)

## Список литературы
- Издательство «Світлиця» Луганск. Книга «Отцы и правнуки Луганска» История города в лицах, 2000 г. Г. С. Довнар, В. С. Волков
- Издательство ТОВ «Новий друк», Киев «Украина транспорта», выпуск I, 2003 г.
- Издательство «Блиц-Принт», «Україна транспортна» Київ — 2004 р. Рук.ред. совета Пустовойтенко В. П.
- Издательство ООО «Книжковий світ» "Творцы новой техники А. Ф. Буянов, 2005 г.
- Издательство ТОВ «Галактика-С» «Транспортний комплекс України» 2005 р.
- Издательство "ТОВ «ВКП Экспресс-полиграф» Киев, «Київський літопис ХХІ століття» «Науковий потенціал України» 2009 р.
- Издательство: Медиа-холдинг «Бизнес-компаньон» Рук. проекта И. Бразовский — 2011 г. «Луганщина» ч. I—II
- Издательство «Альфа-Вита», 2011 г."Літопис досягнень сучасної України" «Успішні професіонали України» Гл. ред. Шеремета Ю. А.
- Издательство центр «Логос Украина» Історично-іміджеве видання «Винаходи та інновації.Винахідники України» том І — 2010 р.том ІІ — 2012р.